# Cantone di Rosny-sous-Bois
Il Cantone di Rosny-sous-Bois era una divisione amministrativa dell'arrondissement di Bobigny.
È stato soppresso a seguito della riforma complessiva dei cantoni del 2014, che è entrata in vigore con le elezioni dipartimentali del 2015.
Comprendeva il solo comune di Rosny-sous-Bois.